# (175) Andromache
(175) Andromache ist ein Asteroid des äußeren Hauptgürtels, der am 1. Oktober 1877 vom US-amerikanischen Astronomen James Craig Watson am Detroit Observatory in Ann Arbor bei einer Helligkeit von 10,0 mag entdeckt wurde.
Der Asteroid wurde benannt nach Andromache, der ergebenen und treuen Frau von Hektor. Sie warnte Hektor davor, während des Trojanischen Krieges in die Schlacht zu ziehen. Nach dem Krieg wurde sie eine Konkubine von Neoptolemos und heiratete später Helenos. Aeneas fand sie in Epirus auf seinem Weg nach Italien.

## Wissenschaftliche Auswertung
Aus Ergebnissen der IRAS Minor Planet Survey (IMPS) wurden 1992 Angaben zu Durchmesser und Albedo für zahlreiche Asteroiden abgeleitet, darunter auch (175) Andromache, für die damals Werte von 101,2 km bzw. 0,08 erhalten wurden. Bei hochaufgelösten Aufnahmen mit dem Adaptive Optics (AO)-System am Teleskop II des Keck-Observatoriums auf Hawaiʻi im Infraroten vom 25. Oktober 2004 wurde der mittlere Durchmesser zu 107 km bestimmt und zwei Achsen der ellipsoidischen Gestalt zu (112 × 102) km. Eine Auswertung von Beobachtungen durch das Projekt NEOWISE im nahen Infrarot führte 2011 zu vorläufigen Werten für den Durchmesser und die Albedo im sichtbaren Bereich von 122,1 km bzw. 0,08. Nachdem die Werte 2012 auf 94,5 km bzw. 0,09 korrigiert worden waren, wurden sie 2014 auf 111,9 km bzw. 0,07 geändert. Nach der Reaktivierung von NEOWISE im Jahr 2013 und Registrierung neuer Daten wurden die Werte 2016 angegeben mit etwa 92,1 km bzw. 0,07, diese Angaben beinhalten aber hohe Unsicherheiten.
Am 27. Januar 2018 gab es eine Bedeckung des Sterns TYC 1399-01064-1 durch (175) Andromache für etwa 8 Sekunden. Beobachtungen in Frankreich und Italien ermöglichten die Bestimmung einer angenäherten ellipsoiden Form des Asteroiden von (124 × 105) km Größe.
Photometrische Beobachtungen von (175) Andromache erfolgten erstmals vom 8. bis 11. November 1993 am Osservatorio Astrofisico di Catania in Italien. Aus der Lichtkurve wurde damals eine Rotationsperiode von 7,11 h abgeleitet. Aus archivierten Daten des Asteroid Terrestrial-impact Last Alert System (ATLAS) aus dem Zeitraum 2015 bis 2018 konnte dann aber in einer Untersuchung von 2020 mit der Methode der konvexen Inversion eine Position der Rotationsachse mit einer prograden Rotation sowie eine Rotationsperiode von 8,3280 h bestimmt werden.
Eine neue photometrische Messung wurde vom 2. bis 9. Juli 2021 am ISON-Castelgrande Observatory in Italien durchgeführt. Die hier gemessene Rotationsperiode bestätigte mit einem Wert von 8,324 h dieses Ergebnis.
Zwischen 2012 und 2018 wurden mit der All-Sky Automated Survey for Supernovae (ASAS-SN) auch photometrische Daten von 20.000 Asteroiden aufgezeichnet. Auf mehr als 5000 davon konnte erfolgreich die Methode der konvexen Inversion angewendet werden, darunter auch (175) Andromache, für die in einer Untersuchung von 2021 ein verbessertes dreidimensionales Gestaltmodell für zwei alternative Rotationsachsen mit prograder Rotation und einer Periode von 8,3280 h berechnet wurde. Aus archivierten Daten des Asteroid Terrestrial-impact Last Alert System (ATLAS) aus dem Zeitraum 2015 bis 2018 konnte in einer Untersuchung von 2022 mit der Methode der konvexen Inversion eine Rotationsperiode von 8,32799 h berechnet werden.